# St. Nicholas
St. Nicholas es un municipio rural canadiense situado en la provincia de Isla del Príncipe Eduardo.

## Superficie
St. Nicholas tiene una superficie de 20,73 km².

## Demografía
En 2021, tenía 218 habitantes, una densidad poblacional de 10,5 hab./km², y 107 viviendas.